# The Definitive Collection (альбом ABBA)
The Definitive Collection — альбом-компиляция 2001 года шведской группы ABBA, состоит из двух дисков: на первом присутствуют релизы 1972-79 годов («People Need Love» — «Does Your Mother Know»), на втором — синглы 1979-82 годов («Voulez-Vous» — «Under Attack»), причём все они расположены в хронологическом порядке. Исключением можно назвать дорожку «Thank You for the Music», которая, несмотря на то что она была записана ещё в 1977 году, была выпущена как сингл лишь в 1983 году, уже после распада группы. Она присутствует на втором диске вместе с двумя бонусными треками, ремиксами «Ring Ring» и «Voulez-Vous».

## Об альбоме
«The Definitive Collection» является единственной официальной компиляцией ABBA, включавшей все британские (а значит — и почти все международные) синглы группы с 1973 до 1983 года. Также были включены четыре «неофициальных» сингла ABBA: ремикс «Ring Ring» 1974 года, а также песни «Angeleyes», «Lay All Your Love On Me» and «Thank You For The Music».
The Definitive Collection заменила предшествующую компиляцию, The Singles: The First Ten Years, выпущенную ещё в 1982 году.
DVD под таким же названием, The Definitive Collection, был выпущен в 2002 году; на нём присутствуют все музыкальные клипы ABBA наряду с пятью дополнительными видео и фотогалереей.
Альбом вошёл под номером 179 в список 500 величайших альбомов всех времён журнала Rolling Stone.

## Список композиций
Все песни написаны Андерссоном и Ульвеусом, если не указано другое.

### Диск 1
1. «People Need Love» — 2:45
2. «He Is Your Brother» — 3:18
3. «Ring Ring» (Андерссон, Ульвеус, Нил Седака, Фил Коди) — 3:04
4. «Love Isn't Easy (But It Sure Is Hard Enough)» (Стиг Андерсон, Андерссон, Ульвеус) — 2:53
5. «Waterloo» (Андерсон, Андерссон, Ульвеус) — 2:47
6. «Honey, Honey» (Андерсон, Андерссон, Ульвеус) — 2:55
7. «So Long» (Андерсон, Андерссон, Ульвеус) — 3:05
8. «I Do, I Do, I Do, I Do, I Do» (Андерсон, Андерссон, Ульвеус) — 3:16
9. «SOS» (Андерсон, Андерссон, Ульвеус) — 3:20
10. «Mamma Mia» (Андерсон, Андерссон, Ульвеус) — 3:32
11. «Fernando» (Андерсон, Андерссон, Ульвеус) — 4:14
12. «Dancing Queen» (Андерсон, Андерссон, Ульвеус) — 3:51
13. «Money, Money, Money» — 3:05
14. «Knowing Me, Knowing You» (Андерсон, Андерссон, Ульвеус) — 4:01
15. «The Name of the Game» (Андерсон, Андерссон, Ульвеус) — 4:52
16. «Take a Chance on Me» — 4:05
17. «Eagle» — 4:27
18. «Summer Night City» — 3:35
19. «Chiquitita» — 5:24
20. «Does Your Mother Know» — 3:13
21. «Rock Me» — 3:08[3]
22. «Hasta Mañana» (Андерсон, Андерссон, Ульвеус) — 3:11[3]

### Диск 2
1. «Voulez-Vous» — 5:08
2. «Angeleyes» — 4:19
3. «Gimme! Gimme! Gimme! (A Man After Midnight)» — 4:50
4. «I Have a Dream» — 4:42
5. «The Winner Takes It All» — 4:56
6. «Super Trouper» — 4:13
7. «On and On and On» — 3:42
8. «Lay All Your Love on Me» — 4:34
9. «One Of Us» — 3:56
10. «When All Is Said And Done» — 3:17
11. «Head Over Heels» — 3:47
12. «The Visitors» — 5:46
13. «The Day Before You Came» — 5:51
14. «Under Attack» — 3:47
15. «Thank You for the Music» (Андерссон, Андерсон, Ульвеус) — 3:51
16. «Ring Ring» (Андерсон, Ульвеус, Sedaka, Cody) (Ремикс для Великобритании, 1974) — 3:10[4]
17. «Voulez-Vous» (Extended Remix, 1979 US Promo) — 6:07[4]

### DVD
1. «Waterloo» — 2:47
2. «Ring Ring» — 3:04
3. «Mamma Mia» — 3:32
4. «SOS» — 3:20
5. «Bang-A-Boomerang» — 2:50
6. «I Do, I Do, I Do, I Do, I Do» — 3:16
7. «Fernando» — 4:14
8. «Dancing Queen» — 3:51
9. «Money, Money, Money» — 3:05
10. «Knowing Me, Knowing You» — 4:01
11. «That’s Me» — 3:16
12. «The Name of the Game» — 4:52
13. «Take a Chance on Me» — 4:05
14. «Eagle» — 4:27
15. «One Man, One Woman» — 4:37
16. «Thank You for the Music» — 3:51
17. «Summer Night City» — 3:35
18. «Chiquitita» — 5:24
19. «Does Your Mother Know» — 3:13
20. «Voulez-Vous» — 5:08
21. «Gimme! Gimme! Gimme! (A Man After Midnight)» — 4:50
22. «On and On and On» — 3:42
23. «The Winner Takes It All» — 4:56
24. «Super Trouper» — 4:13
25. «Happy New Year» — 4:23
26. «When All Is Said And Done» — 3:17
27. «One Of Us» — 3:56
28. «Head Over Heels» — 3:47
29. «The Day Before You Came» — 5:51
30. «Under Attack» — 3:47
31. «When I Kissed The Teacher» — 3:01
32. «Estoy Sonando» (I Have A Dream) — 4:45
33. «Felicidad» (Happy New Year) — 4:23
34. «No Hay A Quien Culpar» (When All Is Said And Done) — 3:17
35. «Dancing Queen» (Live at the Swedish Royal Opera)

## Позиции в чартах и прочее
Чарты
| Год  | Страна         | Позиция |
| ---- | -------------- | ------- |
| 2003 | Австралия      | 10      |
| 2001 | Дания          | 3       |
| 2003 | Германия       | 14      |
| 2002 | Новая Зеландия | 9       |
| 2002 | Норвегия       | 8       |
| 2001 | Великобритания | 17      |
| 2004 | Швеция         | 26      |
| 2001 | США            | 186     |

Сертификация
| Страна         | Сертификация    | Продажи  |
| -------------- | --------------- | -------- |
| Австралия      | платиновый (2х) | 140,000+ |
| Германия       | платиновый (2х) | 600,000+ |
| Новая Зеландия | платиновый      | 15,000+  |